# Atletica leggera maschile ai XVII Giochi paralimpici estivi
Ai XVII Giochi paralimpici estivi di Parigi 2024 sono stati assegnati 90 titoli nell'atletica leggera paralimpica maschile.

## Risultati delle gare

### Corse
| Specialità | Cat. | Oro                                                               | Risultato | Argento                                             | Risultato | Bronzo                                                           | Risultato | Dettagli            |
| --- | ---- | ----------------------------------------------------------------- | --------- | --------------------------------------------------- | --------- | ---------------------------------------------------------------- | --------- | ------------------- |
| 100 m | T11  | Athanasios Ghavelas                                               | 11"02     | Timothee Adolphe                                    | 11"05 =   | Dongdong Di                                                      | 11"08     | Classifica completa |
| 100 m | T12  | Noah Malone                                                       | 10"71     | Joeferson Marinho de Oliveira                       | 10"84     | Zac Shaw                                                         | 10"94     | Classifica completa |
| 100 m | T13  | Skander Djamil Athmani                                            | 10"42     | Salum Ageze Kashafali                               | 10"47     | Shuta Kawakami                                                   | 10"80     | Classifica completa |
| 100 m | T34  | Chaiwat Rattana                                                   | 14"76     | Walid Ktila                                         | 15"14     | Austin Smeenk                                                    | 15"19     | Classifica completa |
| 100 m | T35  | Ihor Cvjetov                                                      | 11"43     | Artem Kalashian                                     | 11"70     | Dmitrij Safronov                                                 | 11"79     | Classifica completa |
| 100 m | T36  | James Turner                                                      | 11"85 =   | Alexis Sebastian Chávez                             | 11"88     | Yang Yifei                                                       | 11"88 =   | Classifica completa |
| 100 m | T37  | Ricardo Gomes de Mendonça                                         | 11"07 =   | Saptoyogo Purnomo                                   | 11"26     | Andrei Vdovin                                                    | 11"41     | Classifica completa |
| 100 m | T38  | Jaydin Blackwell                                                  | 10"64     | Ryan Medrano                                        | 10"97     | Juan Alejandro Campas Sanchez                                    | 10"99     | Classifica completa |
| 100 m | T44  | Mpumelelo Mhlongo                                                 | 11"12     | Yamel Luis Vives Suares                             | 11"20     | Eddy Bernard                                                     | 11"58     | Classifica completa |
| 100 m | T47  | Petrúcio Ferreira                                                 | 10"68     | Korban Best                                         | 10"75     | Aymane El Haddaoui                                               | 10"78     | Classifica completa |
| 100 m | T51  | Cody Fournie                                                      | 19"63     | Peter Genyn                                         | 20"47     | Toni Piispanen                                                   | 21"14     | Classifica completa |
| 100 m | T52  | Maxime Carabin                                                    | 16"70     | Marcus Perrineau Daley                              | 17"27     | Tomoki Sato                                                      | 17"44     | Classifica completa |
| 100 m | T53  | Abdulrahman Al-Qurashi                                            | 14"48     | Pongsakorn Paeyo                                    | 14"66     | Ariosvaldo Fernandes da Silva                                    | 15"08     | Classifica completa |
| 100 m | T54  | Juan Pablo Cervantes García                                       | 13"74     | Athiwat Paeng-nuea                                  | 13"79     | Leo-Pekka Tähti                                                  | 13"86     | Classifica completa |
| 100 m | T63  | Ezra Frech                                                        | 12"06     | Daniel Wagner                                       | 12"08     | Vinícius Gonçalves Rodrigues                                     | 12"10     | Classifica completa |
| 100 m | T64  | Sherman Guity                                                     | 10"65     | Maxcel Amo Manu                                     | 10"76     | Felix Streng                                                     | 10"77     | Classifica completa |
| 200 m | T35  | Ihor Cvjetov                                                      | 23"19     | Dmitrij Safronov                                    | 23"78     | Artem Kalashian                                                  | 23"88     | Classifica completa |
| 200 m | T37  | Andrei Vdovin                                                     | 22"69     | Ricardo Gomes de Mendonça                           | 22"71     | Christian Gabriel Luiz Da Costa                                  | 22"74     | Classifica completa |
| 200 m | T51  | Cody Fournie                                                      | 37"64     | Toni Piispanen                                      | 38"55     | Peter Genyn                                                      | 38"65     | Classifica completa |
| 200 m | T64  | Sherman Guity                                                     | 21"32     | Levi Vloet                                          | 22"47     | Mpumelelo Mhlongo (T44)                                          | 22"62     | Classifica completa |
| 400 m | T11  | Enderson German Santos Gonzalez guida: Eubrig Jose Maza Caraballo | 50"58     | Timothee Adolphe guida: Jeffrey Lami                | 50"75     | Guillaume Junior Atangana guida: Donard Ndim Nyamjua             | 50"89     | Classifica completa |
| 400 m | T12  | Mouncef Bouja                                                     | 48"62     | Noah Malone                                         | 49"35     | Rouay Jebabli                                                    | 49"56     | Classifica completa |
| 400 m | T13  | Skander Djamil Athmani                                            | 47"43     | Ryota Fukunaga                                      | 48"07     | Buinder Bermúdez                                                 | 48"83     | Classifica completa |
| 400 m | T20  | Jhon Sebastian Obando Asprilla                                    | 48"09     | David José Pineda Mejía                             | 48"24     | Yovanni Phillippe                                                | 48"65     | Classifica completa |
| 400 m | T36  | James Turner                                                      | 51"54     | William Stedman                                     | 52"92     | Alexis Sebastian Chávez                                          | 53"60     | Classifica completa |
| 400 m | T37  | Andrei Vdovin                                                     | 50"27     | Bartolomeu Chaves                                   | 50"39     | Amen Allah Tissaoui                                              | 50"50     | Classifica completa |
| 400 m | T38  | Jaydin Blackwell                                                  | 48"49 =   | Ryan Medrano                                        | 49"74     | Juan Alejandro Campas Sanchez                                    | 49"92     | Classifica completa |
| 400 m | T47  | Aymane el-Haddaoui                                                | 46"65     | Ayoub Sadni                                         | 47"16     | Thomaz Ruan de Moraes                                            | 47"97     | Classifica completa |
| 400 m | T52  | Maxime Carabin                                                    | 55"10     | Tomoki Sato                                         | 56"26     | Tomoya Ito                                                       | 1'01"08   | Classifica completa |
| 400 m | T53  | Pongsakorn Paeyo                                                  | 46"77     | Brent Lakatos                                       | 47"24     | Brian Siemann                                                    | 47"84     | Classifica completa |
| 400 m | T54  | Dai Yunqiang                                                      | 44"55     | Athiwat Paeng-Nuea                                  | 44"67     | Daniel Romanchuk                                                 | 45"11     | Classifica completa |
| 400 m | T62  | Hunter Woodhall                                                   | 46"36     | Johannes Floors                                     | 46"90     | Olivier Hendriks                                                 | 46"91     | Classifica completa |
| 800 m | T34  | Austin Smeenk                                                     | 1'39"27   | Chaiwat Rattana                                     | 1'39"48   | Rheed McCracken                                                  | 1'40"13   | Classifica completa |
| 800 m | T53  | Brent Lakatos                                                     | 1'37"32   | Pongsakorn Paeyo                                    | 1'38"26   | Brian Siemann                                                    | 1'38"44   | Classifica completa |
| 800 m | T54  | Jin Hua                                                           | 1'28"20   | Dai Yunqiang                                        | 1'29"94   | Marcel Hug                                                       | 1'30"98   | Classifica completa |
| 1500 m | T11  | Yeltsin Jacques guida: Guilherme Ademils Anjos Santos             | 3'55"82   | Yitayal Silesh Yigzaw guida: Esubalew Bekele Nebere | 4'03"21   | Júlio César Agripino dos Santos guida: Micael Batista dos Santos | 4'04"03   | Classifica completa |
| 1500 m | T13  | Aleksandr Kostin                                                  | 3'44"43   | Rouay Jebabli                                       | 3'44"67   | Anton Kuliatin                                                   | 3'44"94   | Classifica completa |
| 1500 m | T20  | Ben Sandilands                                                    | 3'45"40   | Sandro Baessa                                       | 3'49"46   | Michael Brannigan                                                | 3'49"91   | Classifica completa |
| 1500 m | T38  | Amen Allah Tissaoui (T37)                                         | 4'12"91   | Nathan Riech                                        | 4'13"12   | Reece Langdon                                                    | 4'13"13   | Classifica completa |
| 1500 m | T46  | Aleksandr Jaremčuk                                                | 3'50"24   | Michael Roeger                                      | 3'51"19   | Antoine Praud                                                    | 3'51"37   | Classifica completa |
| 1500 m | T54  | Jin Hua                                                           | 2'49"93   | Marcel Hug                                          | 2'52"59   | Dai Yunqiang                                                     | 2'53"54   | Classifica completa |
| 5000 m | T11  | Júlio César Agripino dos Santos guida: Micael Batista dos Santos  | 14'48"85  | Kenya Karasawa guida: Hiroaki Mogi                  | 14'51"48  | Yeltsin Jacques guida: Guilherme Ademils Anjos Santos            | 14'52"61  | Classifica completa |
| 5000 m | T13  | Yassine Ouhdadi El Ataby                                          | 15'50"64  | Aleksandr Kostin (T12)                              | 15'52"36  | Anton Kuljatin (T12)                                             | 15'55"23  | Classifica completa |
| 5000 m | T54  | Daniel Romanchuk                                                  | 10'55"28  | Marcel Hug                                          | 10'55"78  | Faisal Alrajehi                                                  | 10'55"99  | Classifica completa |
| Maratona | T12  | Wajdi Boukhili                                                    | 2h22'05"  | Alberto Suarez Laso                                 | 2h24'02"  | El Amin Chentouf                                                 | 2h24'02"  | Classifica completa |
| Maratona | T54  | Marcel Hug                                                        | 1h27'39"  | Jin Hua                                             | 1h31'19"  | Tomoki Suzuki                                                    | 1h31'23"  | Classifica completa |
| record mondiale; record paralimpico; record mondiale stagionale; record africano; record asiatico; record europeo; record nord-centroamericano e caraibico; record sudamericano; record oceaniano; record nazionale; record personale; record personale stagionale. |      |                                                                   |           |                                                     |           |                                                                  |           |                     |

### Concorsi
| Specialità | Cat. | Oro                                | Risultato | Argento                    | Risultato | Bronzo                                      | Risultato | Dettagli            |
| --- | ---- | ---------------------------------- | --------- | -------------------------- | --------- | ------------------------------------------- | --------- | ------------------- |
| Salto in alto | T47  | Roderick Townsend (T46)            | 2,12 m    | Nishad Kumar               | 2,04 m    | Georgij Margiev                             | 2,00 m    | Classifica completa |
| Salto in alto | T63  | Ezra Frech                         | 1,94 m    | Sharad Kumar (T42)         | 1,88 m    | Mariyappan Thangavelu (T42)                 | 1,85 m    | Classifica completa |
| Salto in alto | T64  | Praveen Kumar (T44)                | 2,08 m    | Derek Loccident            | 2,06 m    | Temurbek Giyazov (T44) Maciej Lepiato (T44) | 2,03 m    | Classifica completa |
| Salto in lungo | T11  | Di Dongdong                        | 6,85 m    | Chen Shichang              | 6,50 m    | Joan Munar Martinez                         | 6,32 m    | Classifica completa |
| Salto in lungo | T12  | Said Najafzade                     | 7,27 m    | Doniyor Saliev             | 6,50 m    | Fernando Vazquez                            | 6,32 m    | Classifica completa |
| Salto in lungo | T13  | Orkhan Aslanov                     | 7,29 m    | Isaac Jean-Paul            | 7,20 m    | Paulo Henrique Andrade dos Reis             | 7,20 m    | Classifica completa |
| Salto in lungo | T20  | Matvei Iakushev                    | 7,51 m    | Abdul Latif Romly          | 7,45 m    | Jhon Sebastian Obando Asprilla              | 7,38 m    | Classifica completa |
| Salto in lungo | T36  | Evgenii Torsunov                   | 5,83 m    | Aser Mateus Almeida Ramos  | 5,76 m    | Oleksandr Lytvynenko                        | 5,76 m    | Classifica completa |
| Salto in lungo | T37  | Brian Lionel Impellizzeri          | 6,42 m    | Samson Opiyo               | 6,20 m    | Mateus Evangelista Cardoso                  | 6,20 m    | Classifica completa |
| Salto in lungo | T38  | Khetag Khinchagov                  | 6,52 m =  | Zhong Huanghao             | 6,50 m    | José Lemos                                  | 6,40 m    | Classifica completa |
| Salto in lungo | T47  | Robiel Yankiel Sol Cervantes (T46) | 7,41 m    | Wang Hao (T46)             | 7,32 m    | Nikita Kotukov (T47)                        | 7,05 m    | Classifica completa |
| Salto in lungo | T63  | Joel de Jong                       | 7,68 m    | Daniel Wagner              | 7,39 m    | Noah Mbuyamba                               | 7,01 m    | Classifica completa |
| Salto in lungo | T64  | Markus Rehm                        | 8,13 m    | Derek Loccident            | 7,79 m    | Jarryd Wallace                              | 7,49 m    | Classifica completa |
| Getto del peso | F11  | Amirhossein Alipour Darbeid        | 14,78 m   | Mahdi Olad                 | 13,89 m   | Alvaro del Amo Cano                         | 13,38 m   | Classifica completa |
| Getto del peso | F12  | Elbek Sultonov                     | 16,45 m   | Vladýmyr Ponomarénko       | 16,12 m   | Roman Danyljuk                              | 16,11 m   | Classifica completa |
| Getto del peso | F20  | Oleksandr Yarovyi                  | 17,61 m   | Muhammad Ziyad Zolkefli    | 17,18 m   | Maksym Koval                                | 16,99 m   | Classifica completa |
| Getto del peso | F32  | Athanasios Konstantinidis          | 11,93 m   | Aleksei Churkin            | 11,39 m   | Lazaros Stefanidis                          | 9,84 m    | Classifica completa |
| Getto del peso | F33  | Cai Bingchen                       | 12,77 m   | Deni Černi                 | 12,18 m   | Zakariae Derhem                             | 11,26 m   | Classifica completa |
| Getto del peso | F34  | Mauricio Valencia                  | 11,71 m   | Azeddine Nouiri            | 11,70 m   | Ahmad Hindi                                 | 11,66 m   | Classifica completa |
| Getto del peso | F35  | Khusniddin Norbekov                | 16,82 m   | Hernán Urra                | 16,11 m   | Seyed Aliasghar Javanmardi                  | 15,84 m   | Classifica completa |
| Getto del peso | F36  | Vladimir Sviridov                  | 17,18 m   | Alan Kokoity               | 16,27 m   | Dastan Mukashbekov                          | 16,00 m   | Classifica completa |
| Getto del peso | F37  | Kudratillokhon Marufkhujaev        | 16,37 m   | Ahmed Ben Moslah           | 15,40 m = | Tolibboy Yuldashev                          | 15,24 m   | Classifica completa |
| Getto del peso | F40  | Miguel Monteiro                    | 11,21 m   | Battulga Tsegmid           | 11,09 m   | Garrah Tnaiash                              | 11,03 m   | Classifica completa |
| Getto del peso | F41  | Bobirjon Omonov                    | 14,32 m   | Niko Kappel                | 13,74 m   | Huang Jun                                   | 11,66 m   | Classifica completa |
| Getto del peso | F46  | Greg Stewart                       | 16,38 m   | Sachin Sarjerao Khilari    | 16,32 m   | Luka Baković                                | 16,27 m   | Classifica completa |
| Getto del peso | F53  | Giga Ochkhikidze                   | 9,66 m    | Abdelillah Gani            | 9,22 m    | Alireza Mokhtari Hemami                     | 8,69 m    | Classifica completa |
| Getto del peso | F55  | Ruždi Ruždi (F55)                  | 12,40 m   | Nebojsa Duric (F55)        | 11,98 m   | Lech Stoltman (F55)                         | 11,90 m   | Classifica completa |
| Getto del peso | F57  | Yasin Khosravi                     | 15,96 m   | Thiago Paulino dos Santos  | 15,06 m   | Hokato Hotozhe Sema                         | 14,65 m   | Classifica completa |
| Getto del peso | F63  | Faisal Sorour (F42)                | 15,31 m   | Aled Davies (F42)          | 15,10 m   | Tom Habscheid                               | 14,97 m   | Classifica completa |
| Lancio del disco | F11  | Oney Tapia                         | 41,92 m   | Hassan Bajoulvand          | 41,75 m   | Alvaro del Amo Cano                         | 39,60 m   | Classifica completa |
| Lancio del disco | F37  | Tolibboy Yuldashev                 | 57,28 m   | Jesse Zesseu               | 53,24 m   | Haider Ali                                  | 52,54 m   | Classifica completa |
| Lancio del disco | F52  | Rigivan Ganeshamoorthy             | 27,06 m   | Aigars Apinis              | 20,62 m   | Andre Rocha                                 | 19,48 m   | Classifica completa |
| Lancio del disco | F56  | Claudiney Batista dos Santos       | 46,86 m   | Yogesh Kathuniya           | 42,22 m   | Konstantinos Tzounis                        | 41,32 m   | Classifica completa |
| Lancio del disco | F64  | Jeremy Campbell                    | 61,14 m   | Akeem Stewart (F43)        | 59,66 m   | David Blair                                 | 57,76 m   | Classifica completa |
| Lancio del giavellotto | F13  | Dan Pembroke                       | 74,49 m   | Ali Pirouj                 | 69,74 m   | Ulicer Aguilera Cruz                        | 62,51 m   | Classifica completa |
| Lancio del giavellotto | F34  | Saeid Afrooz                       | 41,16 m   | Mauricio Valencia          | 39,04 m   | Diego Fernando Meneses Medina               | 37,17 m   | Classifica completa |
| Lancio del giavellotto | F38  | José Lemos                         | 63,81 m   | Vladyslav Bilyi            | 52,86 m   | An Dongquan                                 | 51,97 m   | Classifica completa |
| Lancio del giavellotto | F41  | Navdeep Singh                      | 47,32 m   | Sun Pengxiang              | 44,72 m   | Wildan Nukhailawi                           | 40,46 m   | Classifica completa |
| Lancio del giavellotto | F46  | Guillermo Varona Gonzalez          | 66,14 m   | Ajeet Singh Yadav          | 65,62 m   | Sundar Singh Gurjar                         | 64,96 m   | Classifica completa |
| Lancio del giavellotto | F54  | Ivan Revenko                       | 30,77 m   | Édgar Ulises Fuentes Yáñez | 30,53 m   | Manolis Stefanoudakis                       | 30,13 m   | Classifica completa |
| Lancio del giavellotto | F57  | Yorkinbek Odilov                   | 50,32 m   | Muhammet Khalvandi         | 49,97 m   | Cicero Valdiran Lins Nobre                  | 49,46 m   | Classifica completa |
| Lancio del giavellotto | F64  | Sumit                              | 70,59 m   | Dulan Kodithuwakku (F44)   | 67,03 m   | Michal Burian (F44)                         | 64,89 m   | Classifica completa |
| Lancio della clava | F32  | Aleksej Čurkin                     | 40,33 m   | Athanasios Konstantinidis  | 38,65 m   | Ahmed Mehideb                               | 38,61 m   | Classifica completa |
| Lancio della clava | F51  | Dharambir                          | 34,92 m   | Pranav Soorma              | 34,59 m   | Željko Dimitrijević                         | 34,18 m   | Classifica completa |
| record mondiale; record paralimpico; record mondiale stagionale; record africano; record asiatico; record europeo; record nord-centroamericano e caraibico; record sudamericano; record oceaniano; record nazionale; record personale; record personale stagionale. |      |                                    |           |                            |           |                                             |           |                     |